# Bâtonnets
Bâtonnets (französisch: Stäbchen) ist der Fachbegriff für eine beim Kochen verwendete Schneideart von Gemüse. Das Gemüse wird in längliche Stifte von etwa 6 mm × 6 mm × 5–6 cm geschnitten. Eine ähnliche Schneideart sind die dünneren Juliennes.